# Yihe, Yingcheng
Yihe (kinesiska: 义和, 义和镇) är en köping i Kina. Den ligger i provinsen Hubei, i den centrala delen av landet, omkring 77 kilometer väster om provinshuvudstaden Wuhan. Antalet invånare är 18 922. Befolkningen består av 8 946 kvinnor och 9 976 män. Barn under 15 år utgör 15,0 %, vuxna 15-64 år 74 %, och äldre över 65 år 9,0 %.
Runt Yihe är det tätbefolkat, med 683 invånare per kvadratkilometer. Närmaste större samhälle är Zaoshi, 19,7 km nordväst om Yihe. Trakten runt Yihe består till största delen av jordbruksmark.
Genomsnittlig årsnederbörd är 1 441 millimeter. Den regnigaste månaden är juli, med i genomsnitt 203 mm nederbörd, och den torraste är december, med 19 mm nederbörd.